# John Elder Robison
John Elder Robison (Athens, 13 de agosto de 1957) é um escritor, engenheiro e pesquisador estadunidense, notório por lançar o livro Look Me in the Eye em 2007 sobre seu diagnóstico de autismo.
Ao longo da vida, Robison desenvolveu várias atividades até descobrir que era autista depois dos 40 anos. Na década de 1970, como engenheiro, construiu efeitos especiais para a banda de rock Kiss e, durante a década de 1980, trabalhou no mercado de jogos eletrônicos.
Na segunda metade da década de 2000, John passou a participar do movimento de direitos dos autistas. Ele trabalhou na Autism Speaks como membro até 2013, quando pediu demissão do cargo promovendo críticas públicas à organização.